# Одеський окружний адміністративний суд
Одеський окружний адміністративний суд — місцевий спеціалізований адміністративний суд першої інстанції, розташований у місті Одесі, юрисдикція якого поширюється на Одеську область.

## Завдання Адміністративного судочинства
Згідно з ст. 2 КАС України, завданням адміністративного судочинства є захист прав, свобод та інтересів фізичних осіб, прав та інтересів юридичних осіб у сфері публічно-правових відносин від порушень з боку органів державної влади, органів місцевого самоврядування, їхніх посадових і службових осіб, інших суб'єктів при здійсненні ними владних управлінських функцій на основі законодавства, в тому числі на виконання делегованих повноважень шляхом справедливого, неупередженого та своєчасного розгляду адміністративних справ.
Відповідно до ст. 17 КАС України, юрисдикція адміністративних судів поширюється на правовідносини, що виникають у зв'язку зі здійсненням суб'єктом владних повноважень владних управлінських функцій, а також у зв'язку з публічним формуванням суб'єкта владних повноважень шляхом виборів та референдуму.

## Юрисдикція адміністративних судів
До юрисдикції адміністративних судів належать такі публічно-правові спори:
спори фізичних чи юридичних осіб із суб'єктом владних повноважень щодо оскарження його рішень (нормативно-правових актів чи правових актів індивідуальної дії), дій чи бездіяльності;
спори з приводу прийняття громадян на публічну службу, її проходження, звільнення з публічної служби;
спори між суб'єктами владних повноважень з приводу реалізації їхньої компетенції у сфері управління, у тому числі делегованих повноважень;
спори, що виникають з приводу укладання, виконання, припинення, скасування чи визнання нечинними адміністративних договорів;
спори за зверненням суб'єкта владних повноважень у випадках, встановлених Конституцією та законами України;
спори щодо правовідносин, пов'язаних з виборчим процесом чи процесом референдуму.
Юрисдикція адміністративних судів НЕ поширюється на публічно-правові справи: що віднесені до юрисдикції Конституційного суду України;
що належить вирішувати в порядку кримінального судочинства;
про накладення адміністративних стягнень;
щодо відносин, які, відповідно до закону, статуту (положення) об'єднання громадян, віднесені до його внутрішньої діяльності або виключної компетенції.

## Нормативно-правові засади діяльності Одеського окружного адміністративного суду
Конституція України від 28 червня 1996 року, з наступними змінами.
Конвенція про захист прав людини і основоположних свобод від 04 листопада 1950 року, ратифікована законом України № 475/97 — ВР від 17 липня 1997 року з наступними змінами.
Кодекс адміністративного судочинства від 06 липня 2005 року, з наступними змінами.
Закон України «Про судоустрій і статус суддів» від 07 липня 2010 року, з наступними змінами.
Закон України «Про доступ до судових рішень» від 22 грудня 2005 року, з наступними змінами.
Закон України «Про державну службу» від 16 грудня 1993 року, з наступними змінами.
Закон України «Про звернення громадян» від 02 жовтня 1996 року, з наступними змінами.
Закон України «Про судовий збір» від 08 липня 2011року.
Закон України «Про доступ до публічної інформації» від 13 січня 2011 року.
Порядок ведення Єдиного державного реєстру судових рішень, затверджений постановою Кабінету Міністрів України від 25 травня 2006 № 740, з наступними змінами.
Положення про автоматизовану систему документообігу суду, затверджене рішенням Ради суддів України від 26 листопада 2010 року № 30, з наступними змінами.
Засади використання автоматизованої системи документообігу в Одеському окружному адміністративному суді від 03.09.2015 № 14, з наступними змінами.
Правила поведінки працівника суду, затверджені рішенням Ради суддів України від 6 лютого 2009 року № 33.

## Історія Одеського окружного адміністративного суду
Розбудова суверенної, незалежної, демократичної, соціальної та правової держави — України — нерозривно пов'язана із захистом прав, свобод та інтересів фізичних осіб від порушень з боку органів державної влади, органів місцевого самоврядування, їхніх посадових і службових осіб, інших суб'єктів при здійсненні ними управлінських повноважень. Вирішальна роль у реалізації цього конституційного положення належить судам, і, насамперед, адміністративним судам.
Із прийняттям 6 липня 2005 року Кодексу адміністративного судочинства України та створенням системи адміністративних судів був завершений важливий етап у становленні та розвитку адміністративної юстиції в Україні як ключового елемента демократичної держави.
Становлення адміністративних судів в Україні пройшло тривалий шлях:
- 1992 року цей процес почався з прийняттям Концепції судово-правової реформи, яка передбачала поетапні зміни у структурі судової системи з поступовим відокремленням у самостійні ланки окремих судів, що б мали спеціальну підсудність;

- 1996 рік було ознаменовано прийняттям Основного закону країни, який у ст.125 визначив, що «система судів загальної юрисдикції в Україні будується за принципами територіальності і спеціалізації». Спеціалізація передбачала створення господарських, адміністративних та інших судів, визначених як спеціалізовані суди;
- завершальними штрихами в оформленні системи адміністративної юстиції стали Указ Президента України від 16.11.2004 року № 1417/2004 «Про утворення місцевих та апеляційних адміністративних судів, затвердження їхньої мережі та кількісного складу суддів» та Кодекс адміністративного судочинства.

З 1 січня 2005 року в системі адміністративних судів України було утворено Одеський окружний адміністративний суд.
Указом Президента України від 12 січня 2007 року № 12/2007 Глуханчук Олег Васильович призначений суддею Одеського окружного адміністративного суду, а 10 травня 2007 року Указом Президента України № 393/2007 року — його призначено головою цього ж суду.
Свою діяльність Одеський окружний адміністративний суд почав 03 липня 2007 року. З цього моменту розпочалася організаційна робота щодо забезпечення належних умов функціонування суду: формування штату, забезпечення суду належними залами судових засідань та кабінетами, поступовим проведенням капітального ремонту.
З першого дня роботи колектив суду складався з 6 суддів на чолі з головою суду — заслуженим юристом України Глуханчуком Олегом Васильовичем.
З травня 2013 року в ООАС запроваджено процедуру досудового врегулювання спорів шляхом проведення переговорів за допомогою судді. Одеський окружний адміністративний суд увійшов до четвірки судів, де відвідувачі можуть вирішити спір у позасудовому порядку.

На даний час приміщення Одеського окружного адміністративного суду набувають сучасного, функціонального та гостинного вигляду.
Це неможливо не помітити при відвідуванні залів судових засідань, конференц-залу та архіву суду, які оснащені на європейський манер. На першому поверсі розміщено інформаційний центр, де можна отримати дані про стан розгляду справи, прийняте рішення, дату судового слухання, номери телефонів суду, тощо. На стендах знаходяться зразки процесуальних документів та інша корисна інформація. Також представники сторін можуть обмінюватися між собою та судом документами в електронній формі, що значно економить час та кошти.
3 липня 2016 року відбулася дев'ята річниця з дня створення Одеського окружного адміністративного суду. За цей час було докладено чимало зусиль керівництва суду та працівників апарату щодо створення оптимальних умов для здійснення якісного, швидкого, незалежного, неупередженого судочинства. Підтвердженням цього є висока оцінка відвідувачів суду, висловлена як в анонімному опитуванні громадян, так й у позитивних відгуках щодо організації роботи суду від адвокатів, колег та інших відвідувачів.
З метою покращення роботи суду та запобігання можливості втручання у здійснення правосуддя, приміщення суду розділені на функціональні блоки: загальнодоступний блок (1-й, 2-й поверхи): інформаційний центр, канцелярія суду, відділ статистики, архів суду, судові розпорядники; зали судових засідань; блок з доступом лише для працівників суду (3-й поверх) — керівництво суду, кабінети суддів. Таким чином, завдяки віддаленості кабінетів від залів судових засідань, створено комфортні умови для концентрації на роботі з документами, що сприяє підвищенню ефективності.
Суд активно впроваджує новітні досягнення, прагнучи відповідати світовим стандартам. Голова суду та судді беруть активну участь у міжнародно-правовому співробітництві, відвідують семінари, конференції, круглі столи з метою обміну досвідом.
Для забезпечення участі у судовому процесі представників сторін використовуються сучасні засоби повідомлення про судові засідання, дослідження доказів, одержання пояснень, зокрема, шляхом обміну між сторонами та судом документами в електронній формі.

### Перші судді Одеського окружного адміністративного суду
- Глуханчук Олег Васильович
- Аблов Євгеній Валерійович
- Вовченко Оксана Андріївна
- Єфіменко Костянтин Сергійович
- Харченко Юлія Володимирівна
- Хлюстін Юрій Михайлович.

Судді-спікери
Одеського окружного
адміністративного суду

Саме вони виносили перші рішення Одеського окружного адміністративного суду та напрацювали солідну практику в сфері захисту прав і законних інтересів громадян та підприємств.
Певний час судді та голова суду займали частину приміщення, яке належало територіальному управлінню Державної судової адміністрації в Одеській області та зовсім не відповідало умовам для здійснення судочинства.
30.09.2009 року Кабінетом Міністрів України прийнято розпорядження № 1205-р «Про розміщення Одеського окружного адміністративного суду», яким частину колишнього Одеського інституту Сухопутних військ на вулиці Фонтанська дорога, 14 у м. Одесі передано до сфери управління Державної судової адміністрації України з метою розміщення Одеського окружного адміністративного суду. Відповідно до Наказу Державної судової адміністрації України № 124 від 16.11.2009 року будівлю закріплено на праві оперативного управління за Одеським окружним адміністративним судом.
Важливим чинником якісного здійснення судочинства є створення належних умов для виконання функціональних обов'язків як працівниками апарату суду, так і своєї професійної діяльності суддями. В Одеському окружному адміністративному суді такі умови створені у повному обсязі. Штатна чисельність суддів Одеського окружного адміністративного суду складає — 29 судді, яких обрано на посаду судді безстроково.
На сьогодні колектив суддів — це високоосвічені, кваліфіковані спеціалісти, які повністю відповідають статусу судді і з честю несуть це звання: Глуханчук Олег Васильович, Катаєва Елла Валеріївна, Завальнюк Ігор Вікторович, Стефанов Сергій Олександрович, Вовченко Оксана Андріївна, Левчук Олена Анатоліївна, Іванов Едуард Анатолійович, Аракелян Марія Мінасіївна, Балан Ярослава Володимирівна, Єфіменко Костянтин Сергійович, Марин Петро Петрович, Потоцька Нінель Володимирівна, Танцюра Катерина Олексіївна, Тарасишина Оксана Миколаївна, Цховребова Маргарита Георгіївна, Соколенко Олена Миколаївна, Токмілова Любов Миколаївна, Білостоцький Олег Вікторович, Юхтенко Людмила Романівна, Корой Світлана Миколаївна, Бжассо Наталя Володимирівна, Андрухів Вадим Васильович, Свида Леонід Іванович, Самойлюк Ганна Павлівна, Бутенко Андрій Володимирович, Харченко Юлія Володимирівна, Радчук Анатолій Анатолійович, Кравченко Михайло Миколайович, Хурса Олександр Олександрович, Скупінська Олена Вадимівна.
09 лютого 2016 на зазальних зборах суддів було обрано суддів-спікерів —  Ігоря  Завальнюка, Нінель Потоцьку та Сергія Стефанова.
Як уже склалося у вітчизняній та міжнародній практиці, до обов'язків судді-спікера входить надання інформації про діяльність установи, участь у прес-заходах, а також пояснення рішень суду, до яких прикута увага громадськості. При цьому суддя не коментує самі рішення, а лише роз'яснює їх, перекладає з юридичної мови на «людську».
Обрання суддів-спікерів сприятиме покращенню комунікацій зі ЗМІ та громадськістю, підготовці більш якісних та професійних матеріалів, активнішому висвітленню роботита підтвердженню відкритості Одеського окружного адміністративного суду

## Список керівників
Голова суду — Радчук Анатолій Анатолійович
Заступники голови суду — Вовченко Оксана Андріївна,Свида Леонід Іванович
Керівник апарату –  Пасічник Ольга Юріївна

## Розклад роботи
Пн-Чт з 09:00 до 18:00
Пт з 09:00 до 16:45
Перерва з 13:00 до 13:45